# Jean Landier
Pour les articles homonymes, voir Landier (homonymie).
 (septembre 2023).
Si vous disposez d'ouvrages ou d'articles de référence ou si vous connaissez des sites web de qualité traitant du thème abordé ici, merci de compléter l'article en donnant les références utiles à sa vérifiabilité et en les liant à la section « Notes et références ».
Jean Landier, nom de scène de Hans Hermann Hedinger, né le 22 septembre 1923 à Frauenfeld en Suisse et mort le 14 octobre 2000 à Saint-Julien (Var), est un acteur français.

## Biographie
Homme de spectacle, Jean était un mannequin renommé à l’époque où les supports publicitaires étaient encore très succincts. Aventurier, il est parti en 1965 avec sa femme (enceinte), son kayak et sa Triumph décapotable, à Sainte-Lucie, dans les Antilles Britanniques, lieu de naissance de sa troisième fille. De retour en Suisse, il a travaillé comme animateur dans des événements prestigieux ou populaires, comme remplacer le Père Noël qui venait en traîneaux où en hélicoptère à Lausanne. Il était également un présentateur à la Télévision suisse romande. Élégant et raffiné, il s’est marié trois fois et eut trois filles: Véronique, Victoire et Valérie (née à Sainte-Lucie). Jean aura vécu les dernières années de sa vie sous le soleil de la Provence, qu’il aimait tant. On se rappellera qu’il a donné la réplique à Alain Delon dans « Les Aventuriers » et joué avec Marie Trintignant pour son père Jean-Louis, entre autres.[réf. nécessaire]

## Filmographie

### Cinéma
- 1941 : Une femme disparaît de Jacques Feyder
- 1949 : Retour à la vie (Le Retour de Louis) de Jean Dréville
- 1949 : Barry de Richard Pottier
- 1949 : Maya de Raymond Bernard
- 1950 : Le Furet de Raymond Leboursier
- 1950 : La Ronde de Max Ophüls
- 1953 : La Route Napoléon de Jean Delannoy
- 1955 : Les Évadés de Jean-Paul Le Chanois
- 1960 : Comment qu'elle est de Bernard Borderie
- 1967 : Les Aventuriers de Robert Enrico
- 1969 : Le Champignon de Marc Simenon
- 1980 : Premier Voyage de Nadine Trintignant
- 1985 : Gros dégueulasse de Bruno Zincone

### Télévision
- 1965 : Belphégor ou le Fantôme du Louvre de Claude Barma